# Rhodesië
Rhodesië is een voormalige Britse kolonie in Afrika.

## Geschiedenis
De British South Africa Company, onder leiding van Cecil Rhodes, kreeg in 1895 'eigendomsrechten' over het Koninkrijk Mthwakazi in het zuiden van Oost-Afrika en startte er met de ontginning van de ertsen. Het land werd veroverd tijdens de Eerste Matabele-oorlog. Hij noemde het gebied naar zichzelf: Rhodesië.
In 1923-1924 kreeg het gebied zelfbestuur en werden het Britse kroonkolonies: Noord-Rhodesië, het huidige Zambia, en Zuid-Rhodesië, het huidige Zimbabwe.
In 1953 werden Noord- en Zuid-Rhodesië en Nyasaland, het huidige Malawi, tot één federatie samengevoegd. Deze Centraal-Afrikaanse Federatie, onder Britse protectie, werd in 1963 weer opgeheven. In 1964 werden Zambia en Malawi onafhankelijk en dat was ook het Britse plan voor Zuid-Rhodesië. Maar op 11 november 1965 riep de blanke regering onder leiding van Ian Smith de onafhankelijkheid van het vroegere Zuid-Rhodesië uit onder de naam Rhodesië.
In 1979 ging het land nog even Zimbabwe Rhodesië heten en werd uiteindelijk in 1980, een jaar later, toch ook onafhankelijk als Zimbabwe.